# Syndrom stabilního rytmu odlišného od 24h rytmu
Syndrom stabilního rytmu odlišného od 24h rytmu (angl. Non-24-hour sleep–wake disorder, krátce non-24 nebo N24SWD) je jednou z několika chronických poruch cirkadiánního rytmu. Je definována jako "chronický ustálený vzorec zahrnující každodenní zpožďování nástupu spánku a doby probuzení u jednotlivce, žijícího ve společnosti". Příznaky se projevují jako posouvání cirkadiánního rytmu, které není v souladu s cyklem světlo-tma v přírodě. Touto poruchou trpí až 70% nevidomých lidí, může ale postihnout i vidící pacienty. Non-24 může být také komorbidní s bipolární poruchou, depresí, a traumatickým zraněním mozku.

## Vidící
Tělo v zásadě trvá na tom, že délka dne (a noci) je znatelně delší než 24 hodin a odmítá se přizpůsobit cyklu vnějšího světla – tmy. To znemožňuje normální spánek a způsobuje denní posuny v dalších aspektech cirkadiánního rytmu, jako je maximální doba bdělosti, minimální tělesná teplota, metabolismus a sekrece hormonů. Porucha non-24 způsobuje, že se cyklus spánku a bdění člověka pousová každý den do určité míry (většinou 1–2 hodiny), nakonec se vrátí na dobu „normální“ po dobu jednoho nebo dvou dnů před 'začátkem' dalšího cyklu (posouvání o 1–2 hodiny).

## Nevidomí
Bylo to odhadnuto že non-24 poruchou trpí alespoň polovina nevidomých. Porucha se může objevit v jakémkoli věku, již od narození. Obvykle následuje krátce po ztrátě nebo odstranění očí člověka.